# Farkas Gergő
Farkas Gergő (Keszthely, 1982. november 3. –) magyar színész.

## Életpályája
Keszthelyen született 1982-ben. Hetedik osztályos diákként sikeres felvételt nyert a budapesti Harlekin Gyermekszínházba, itt kezdett el színészettel foglalkozni. Gimnazistaként már a fővárosban tanult és a Shakespeare Színművészeti Akadémián folytatott színitanulmányokat. Az érettségi után, 2003-ban szerezte meg a színészi képesítést. Ezután két évadot a József Attila Színháznál töltött, majd szabadúszóként folytatta pályáját. Vendégművészként játszott német nyelven a Szekszárdi Német Színházban is, ahol 2010-ben Az évad színésze díjat is elnyerte. 2012-től a zalaegerszegi Hevesi Sándor Színház társulatának tagja. Színházi munkái mellett különböző kulturális rendezvényeken műsorvezetőként, esküvőkön ceremóniamesterként is fellép.

## Fontosabb színházi szerepei
- William Shakespeare: Rómeó és Júlia... Gergely, a Capulet ház szolgája
- William Shakespeare: A windsori víg nők... Fogadós
- Molière: Tartuffe... Flipot
- Dale Wasserman – Mitch Leigh – Joe Darion: La Mancha lovagja... Paco, öszvérhajcsár
- Alexandre Dumas – Jean-Paul Sartre: Kean, a színész... Darius, fodrász
- Bertolt Brecht: A szecsuáni jólélek... A pincér
- Claude Magnier: Oscar... Oscar
- Efrájim Kishon (Kishont Ferenc): A házasságlevél... Robert Knoll, a vőlegény
- Erich Kästner: Emil és a detektívek... V J, 12 éves
- Oscar Hammerstein: A muzsika hangja... Hauptmann
- Thomas Meehan – Charles Strouse – Martin Charmin: Annie, a kis árva... Morgantau; Steve; Artúr 5.
- Todd Strasser: A hullám... Lóci
- Mikszáth Kálmán: A Noszty fiú esete Tóth Marival... Pincér
- Szép Ernő: Vőlegény... Lala, hetedikes gimnazista
- Hunyady Sándor: Három sárkány... Főúr
- Rideg Sándor: Indul a bakterház... Marhakereskedő
- Bacsó Péter – Hamvai Kornél: A tanú... Rendőr; Testőr
- Dés László – Nemes István – Koltai Róbert – Nógrádi Gábor: Sose halunk meg... Pimpi; Hentes
- Szakcsi Lakatos Béla – Csemer Géza: Cigánykerék... Spenót
- Fenyő Miklós – Tasnádi István: Made in Hungária... Sampon, a Figaro együttes frontembere
- Moravetz Levente – Balásy Szabolcs – Horváth Krisztián: A fejedelem... Gáspár
- Zerkovitz Béla – Szilágyi László: Csókos asszony... Tűzoltó
- Nagy Tibor – Bradányi Iván – Pozsgai Zsolt: A kölyök... Rendőr
- Nógrádi Gábor: Az anyu én vagyok!... I. Rendőr

## Díjai, elismerései
- Az évad színésze (Szekszárdi Német Színház, 2010)